# Piet Kivit
Piet Kivit (Ammerzoden, 9 april 1947 – Geleen, 3 mei 2018) was een Nederlands handbalspeler en -coach. Piet Kivit wordt gezien als een van de allerbeste spelers van zijn generatie (vanaf midden jaren zestig tot eind jaren zeventig).

## Biografie
Piet Kivit beoefende eerst voetbal bij het Geleense Quick '08. Toen hij op dertienjarige leeftijd gevraagd werd om te gaan handballen stemde hij daarmee in. Als junior maakte Kivit de opmars van V&L naar de top van het Nederlandse handbal mee. Na V&L speelde Kivit bij Sittardia, waarbij hij negen titels won, PSV Handbal en Blauw-Wit, waar hij twee nationale titels won. In 1983 stopte Kivit met zijn handbalcarrière bij Blauw-Wit, waar hij al enkele jaren ook een trainersfunctie had.
Na zijn spelerscarrière trainde hij Sittardia. Ten slotte werd Kivit in 1990 als coach van de dames van V&L, ook kampioen van Nederland. In zijn latere jaren kwam hij graag naar wedstrijden van V&L kijken, op 3 mei 2018 overleed hij op 71-jarige leeftijd.